# Мінко (Оклахома)
Мінко (англ. Minco) — місто (англ. city) в США, в окрузі Грейді штату Оклахома. Населення — 1500 осіб (2020).

## Географія
Мінко розташоване за координатами 35°18′56″ пн. ш. 97°57′5″ зх. д. / 35.31556° пн. ш. 97.95139° зх. д. (35.315660, -97.951399).  За даними Бюро перепису населення США в 2010 році місто мало площу 31,90 км², з яких 31,81 км² — суходіл та 0,09 км² — водойми.

## Демографія
Згідно з переписом 2010 року, у місті мешкали 1632 особи в 648 домогосподарствах у складі 466 родин. Густота населення становила 51 особа/км².  Було 723 помешкання (23/км²).
Расовий склад населення:
| - 91,9 % — білих - 1,9 % — корінних американців - 0,2 % — азіатів - 0,1 % — чорних або афроамериканців - 2,1 % — осіб інших рас |

До двох чи більше рас належало 3,9 %. Частка іспаномовних становила 5,8 % від усіх жителів.
За віковим діапазоном населення розподілялося таким чином: 26,0 % — особи молодші 18 років, 57,8 % — особи у віці 18—64 років, 16,2 % — особи у віці 65 років та старші. Медіана віку мешканця становила 38,0 року. На 100 осіб жіночої статі у місті припадало 99,0 чоловіків;  на 100 жінок у віці від 18 років та старших — 97,9 чоловіків також старших 18 років.
Середній дохід на одне домашнє господарство  становив 56 623 долари США (медіана — 41 905), а середній дохід на одну сім'ю — 72 561 долар (медіана — 58 250). Медіана доходів становила 41 850 доларів для чоловіків та 28 750 доларів для жінок. За межею бідності перебувало 11,1 % осіб, у тому числі 7,6 % дітей у віці до 18 років та 15,4 % осіб у віці 65 років та старших.
Цивільне працевлаштоване населення становило 626 осіб. Основні галузі зайнятості: освіта, охорона здоров'я та соціальна допомога — 22,8 %, виробництво — 13,3 %, роздрібна торгівля — 10,5 %, сільське господарство, лісництво, риболовля — 10,4 %.